# Blood on the Dance Floor (HIStory in the Mix)
Blood on the Dance Floor (HIStory in the Mix) – album muzyczny Michaela Jacksona z 1997 roku. Utwory 1–5 są nowe, natomiast 6–13 to remiksy piosenek pochodzących z albumu HIStory: Past, Present and Future Book I. Jest to najlepiej sprzedający się album z remiksami w historii fonografii (8 mln sprzedanych płyt).
Michael Jackson zadedykował ten album Eltonowi Johnowi w ramach podziękowania za wsparcie, jakim pianista obdarzał go podczas walki z uzależnieniem od środków przeciwbólowych.
Nagrania w Polsce uzyskały certyfikat złotej płyty.

## Lista utworów
| 1.  | „Blood on the Dance Floor” (Michael Jackson, Teddy Riley)                            | 4:13    |
|     |                                                                                      |         |
| 2.  | „Morphine” (Jackson)                                                                 | 6:25    |
|     |                                                                                      |         |
| 3.  | „Superfly Sister” (Jackson, Bryan Loren)                                             | 6:27    |
|     |                                                                                      |         |
| 4.  | „Ghosts” (Jackson, Riley)                                                            | 5:13    |
|     |                                                                                      |         |
| 5.  | „Is It Scary” (Jackson, James Harris III, Terry Lewis)                               | 5:35    |
|     |                                                                                      |         |
| 6.  | „Scream Louder (Flyte Tyme Remix)” (Jackson, Janet Jackson, J. Harris III, T. Lewis) | 5:27    |
|     |                                                                                      |         |
| 7.  | „Money (Fire Island Radio Edit)” (Jackson)                                           | 4:22    |
|     |                                                                                      |         |
| 8.  | „2 Bad (Refugee Camp Mix)” (Jackson, Bruce Swedien, René Moore, Dallas Austin)       | 3:32    |
|     |                                                                                      |         |
| 9.  | „Stranger in Moscow (Tee's In-House Club Mix)” (Jackson)                             | 6:55    |
|     |                                                                                      |         |
| 10. | „This Time Around (D.M. Radio Mix)” (Jackson, Dallas Austin)                         | 4:05    |
|     |                                                                                      |         |
| 11. | „Earth Song (Hani's Club Experience)” (Jackson)                                      | 7:55    |
|     |                                                                                      |         |
| 12. | „You Are Not Alone (Classic Club Mix)” (R. Kelly)                                    | 7:38    |
|     |                                                                                      |         |
| 13. | „HIStory/Ghosts” (Jackson, J. Harris III, T. Lewis)                                  | 8:00    |
|     |                                                                                      |         |
|     |                                                                                      | 1:15:47 |
|     |                                                                                      |         |

## O utworach
2. "Morphine":
- napisano, skomponowano, zaaranżowano, i wyprodukowano przez Michaela Jacksona
- solo gitarowe zagrane przez Slasha

Na niektórych wersjach albumu, utwór zatytułowany jest „Just Say No”. 
Tekst utworu opowiada o uzależnieniu Michaela Jacksona od leków przeciwbólowych, w tym tytułowej morfiny i demerolu. 